# HD 164871
HD 164871，又名CP-64 3796，SAO 254141、HR 6740，是一颗恒星，视星等为6.41，位于銀經329.59，銀緯-19.84，其B1900.0坐标为赤經17h 58m 0.3s，赤緯-64° -19.84′ 20″。